# Hiper-reflexia
Hiper-reflexia é uma condição neurológica caracterizada por atividade aumentada dos reflexos. Pode se apresentar como hiperatividade dos reflexos fisiológicos, como do reflexo patelar, e/ou como presença de reflexos patológicos (também chamados primitivos), como a extensão do hálux e abertura em leque dos demais artelhos (dedos dos pés) após elicitação do reflexo plantar. Tal resposta anormal é conhecida como sinal de Babinski.

## Causas
A hiper-reflexia pode ser produto de diversas alterações orgânicas. A principal causa é lesão da medula espinhal que torna o arco reflexo totalmente independente da inibição cortical.
Doenças que acometem o neurônio motor superior levam a liberação piramidal, o que se manifesta como atividade aumentada dos reflexos.
Doenças metabólicas que cursam com hipocalcemia também podem levar a quadros de hiperreflexibilidade devido a maior excitabilidade neural.

## Tratamento
O tratamento depende do diagnóstico da patologia específica que está causando o sintoma.